# 上关水库
上关水库是中国河北省唐山市遵化市境内的一座水库，位于蓟运河系魏进河上，建于1979年。水库正常库容为2560万立方米，集雨面积为175平方千米，海拔为137米。